# 皇后湾广场
皇后湾广场（英語：Queensbay Mall）位于马来西亚槟城州槟岛的峇六拜，于2006年开幕，是槟城最大的购物中心。 商场零售区总面积达到2千5百万平方尺，共有5层楼，总计超过400间商店，数个国际知名品牌也在这里开设他们的分店。商场的主要租户为永旺集团，而GSC影城则坐落于商场顶层。
自2006年开张后，皇后湾广场超越了同属凯德集团的合您广场成为槟城州最大的商场至今。

## 营运状况
本商场共有五层，总面积达到879,930平方尺，是槟城州最大的商场。 本商场总店铺超过400间，可分为北中南三区，其中大部分以食物和服饰为主，也有一些国际知名品牌入驻于此。其中商场内拥有马来西亚最大的三间书局：美营书局博德斯（BORDERS）、本地企业MPH和中文书局大众书局，其他主要店面有蓋（Gap）、British India、 Guess、添柏岚（Timberland）、佐丹奴（Giordano）、Body Glove、Levi's 和Harvey Norman。
不仅如此，商场内设有若干间餐厅和食物档口，其中包括星巴克、Kenny Rogers Roasters、Nando's、哈根達斯（Häagen-Dazs）和美珍香。
皇后湾广场主要租户为永旺，拥有超市店面和生活用品店面，占据了商场一角四层楼的区域。

## 娱乐
皇后湾广场设有娱乐设施，其中最出名的就是位于顶楼的GSC影城，共有8个影房。这也是GSC在槟城州的第二家旗舰分店。
顶楼也设有海底捞， 其他娱乐选择是室内篮球或玩具专卖店玩具反斗城（Toys "R" Us）。

## 位置
皇后湾广场位于峇六拜的柏西兰峇央英达旁，介于槟威大桥和峇六拜自由工业区之间。其与对面的木寇山岛隔海相望，最临近的市郊则是西南县双溪里蒙。